# Eino Rastas
Pour les articles homonymes, voir Rastas.
Eino Rastas (né le 17 juillet 1894 à Valkeala et décédé le 7 janvier 1965 à Kuusankoski) est un athlète finlandais spécialiste du 5 000 mètres et du marathon. Affilié au Valkealan Roima puis au Selänpään Jäykät, il mesurait 1,70 m pour 57 kg.

## Biographie

### Palmarès
| Date | Compétition           | Lieu      | Résultat | Épreuve          | Performance    |
| ---- | --------------------- | --------- | -------- | ---------------- | -------------- |
| 1920 | Jeux olympiques d'été | Anvers    | 18e      | Cross individuel |                |
| 1920 | Jeux olympiques d'été | Anvers    | 1er      | Cross par équipe | 10 pts         |
| 1924 | Jeux olympiques d'été | Paris     | 11e      | 5 000 mètres     |                |
| 1924 | Jeux olympiques d'été | Paris     | 1er      | Cross par équipe | 11 pts         |
| 1928 | Jeux olympiques d'été | Amsterdam | 14e      | Marathon         | 2 h 43 min 8 s |

### Records
| Épreuve      | Performance     | Lieu | Date |
| ------------ | --------------- | ---- | ---- |
| 5 000 mètres | 15 min 0 s 6    |      | 1926 |
| Marathon     | 2 h 40 min 40 s |      | 1928 |